# Phylica barnardii
Phylica barnardii är en brakvedsväxtart som beskrevs av Neville Stuart Pillans. Phylica barnardii ingår i släktet Phylica och familjen brakvedsväxter. Inga underarter finns listade i Catalogue of Life.